# Aisha Augie-Kuta
Aisha Augie-Kuta (sinh ngày 11 tháng 4 năm 1980) là tên của một nhiếp ảnh gia và là nhà làm phim người Nigeria. Năm 2011, bà thắng giải nghệ sĩ tháng giải của năm trong buổi lễ trao giải The Future Awards. Hiện bà đang làm trợ lí đặc biệt cấp cao của thống đốc bang Kebbi về mảng truyền thông mới.

## Lí lịch
Bà sinh ra ở thành phố Zaria, bang Kaduna, là người dân tộc Hausa theo đạo Hồi giáo. Bà là con gái của thượng nghị sĩ quá cố Adamu Baba Augie và quan tòa Amina Adamu Augie. Bà thích thú với việc chụp ảnh khi cha bà đưa bà một cái máy ảnh khi còn nhỏ.
Aisha Augie-Kuta vào đại học Ahmadu Bello và tốt nghiệp với bằng truyền thông đại chúng và hiện đang học thạc sĩ về phương tiện truyền thông đại chúng ở trường đại học Pan Africa, bang Lagos (hiện là đại học Pan Atlantic). Bà cũng đã nhận chứng chỉ về làm phim kĩ thuật số ở học viện điện ảnh New York và bên cạnh đó, bà cũng tổ chức một số các cuộc triễn lãm đương đại ở trường cao đẳng nghệ thuật Chelsea, London, Anh.
Bà đã kết hôn và có 3 người con.
Aisha-Kuta là người đồng sáng lập của tổ chức Photowagon, một tổ chức của những nhiếp ảnh gia thành lập vào năm 2009.
Tháng 5 năm 2011, bà trở thành người cộng tác của bộ phận sáng kiến lãnh đạo Nigeria.
Năm 2014, bà tổ chức một buổi triển lãm ảnh đầu tiên tên là Alternative Evil, nó chỉ có ảnh của bà.
Bà là người đóng góp cho sự phát triển của trẻ em gái/ thanh niên và việc xây dựng quốc gia. Ngoài ra, bà còn là người điều phối tại các buổi họp thường niên của các nhiếp ảnh gia, diễn giả của các sự kiện khác nhau.
Augie-Kula đã tuyên thể để nhận chức với tư cách là người trong UNICEF, chuyên về việc giáo dục cho các trẻ em gái và phụ nữ trẻ tuổi.

## Giải thưởng
Bà đã đạt được:
- Giải nghệ sĩ sáng tạo của năm tại buổi lễ trao giải The Future Award năm 2011.[9]
- Giải tình chị em cho nhiếp ảnh gia của năm 2014.[10]

Ngoài ra, bà còn là người thắng cuộc trong cuộc thi "Through-My-Eyes" của hội đồng Anh quốc (hội đồng này chuyên về nghệ thuật văn hóa quốc tế).